# ГЕС Рига
ГЕС Рига (латис. Rīgas HES) – гідроелектростанція у Латвії на річці Даугава. Займає друге місце за потужністю серед латвійських ГЕС, входить до складу даугавського каскаду, знаходячись нижче за течією від ГЕС Кегумс.
Під час спорудження станції річку перекрили греблею висотою 30 метрів, в результаті чого утворилось витягнуте по долині річки водосховище із площею поверхні 42 км2 та об’ємом 339 млн м3.
У правій частині греблі споруджено шість водопропускних шлюзів, а біля лівого берегу машинний зал. Останній обладнано шістьма турбінами типу Каплан загальною потужністю 402 МВт, які працюють при напорі у 18 метрів.
В 2015-му компанія Alstom уклала контракт на модернізацію всіх шести гідроагрегатів із планованим завершенням робіт у 2022 році.